# Dimos Thessaloniki
Dimos Thessaloniki (Thessaloniki) är en kommun i Grekland.   Den ligger i prefekturen Nomós Thessaloníkis och regionen Mellersta Makedonien, i den norra delen av landet, 300 km norr om huvudstaden Aten. Antalet invånare är 397 156. Arean är 19,3 kvadratkilometer.
Terrängen i Dimos Thessaloniki är varierad.